# 박상현 (1989년)
박상현(朴相眩, 1989년 11월 22일 ~ )은 전 KBO 리그 SK 와이번스의 내야수이다. 2010년 11월 30일 KBO에 공시된 보류선수 명단에서 제외되면서 SK 와이번스와 결별하였다. 그리고 2014년에 신고선수로 돌아왔지만 다시 방출되었다.

## 출신학교
- 광주대성초등학교
- 광주진흥중학교
- 광주진흥고등학교